# Edwardsiella andrillae
Edwardsiella andrillae är en havsanemon som upptäcktes 2010 under Ross shelfis i Antarktis och beskrevs 2013. Den fick sitt artnamn, andrillae, efter forskningsprogrammet ANDRILL (ANtarctic DRILLing Project) då den upptäcktes inom ramen för detta projekt. Den lever förankrad i shelfisen undersida, hängande upp och ned, med större delen av polypkroppen förankrad i isen och tentaklerna utsträckta i vattnet under isen. Dess märkliga och unika levnadssätt som den första kända och beskrivna havsanemonen som lever i is, gav den 2014 en plats på International Institute for Species Explorations (IISE) topp-tio-lista över nyupptäckta arter under år 2013.

## Kännetecken

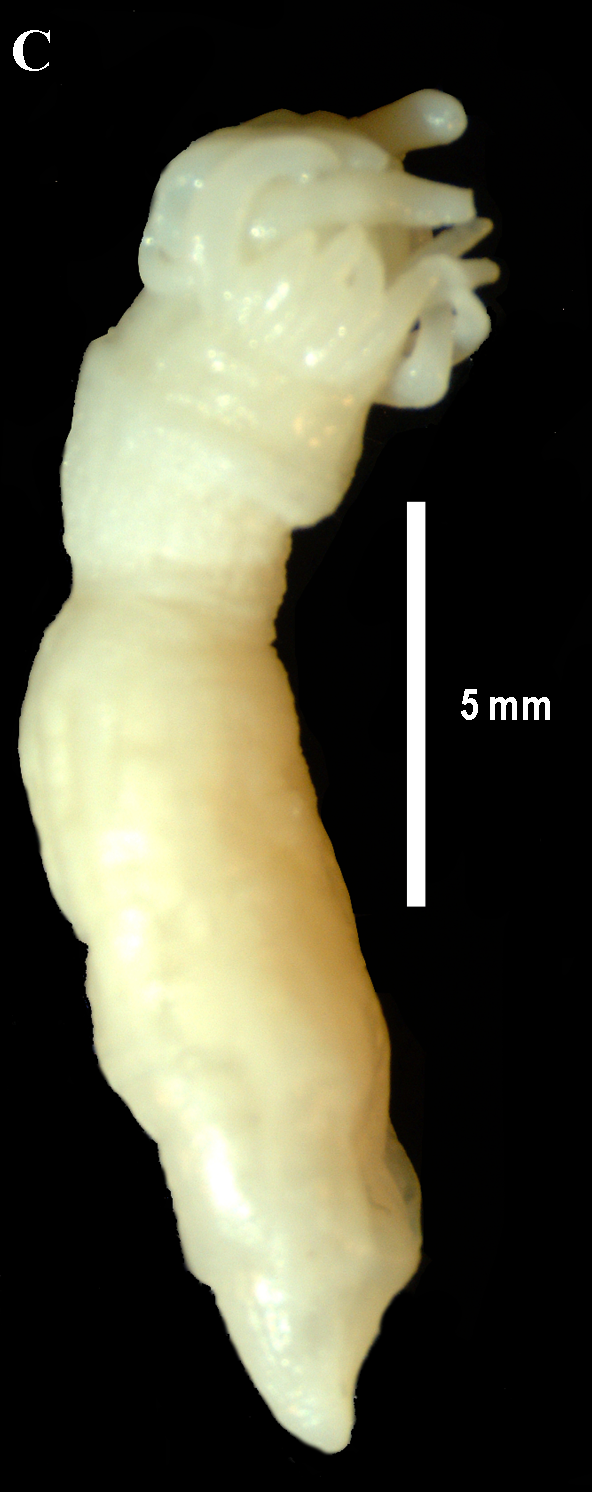
Edwardsiella andrillae

Edwardsiella andrillae tillhör familjen Edwardsiidae, som är en grupp havsanemoner som ofta lever nedgrävda i bottnar och har långsträckta polyper. E. andrillae gräver dock inte ner sig i bottnar, utan förankrar sig på undersidan av shelfis. Polypen är 16–20 millimeter lång i kontraktilt (sammandraget) tillstånd och cirka 6 millimeter i diameter. I sitt utsträcka tillstånd kan polypen dock vara tre till fyra gånger längre. Polypen har 20–24 tentakler varav de 8 tentaklerna i den inre tentakelkretsen är längre än de 12–16 yttre tentaklerna. Tentaklerna är genomskinligt vita och även kolumnen är vit och har inget periderm. Polypens bas, den aborala änden, är avsmalnande och lätt spetsig, snarare än svullen och rundad som hos många andra havsanemoner inom familjen Edwardsiidae.

## Upptäckt

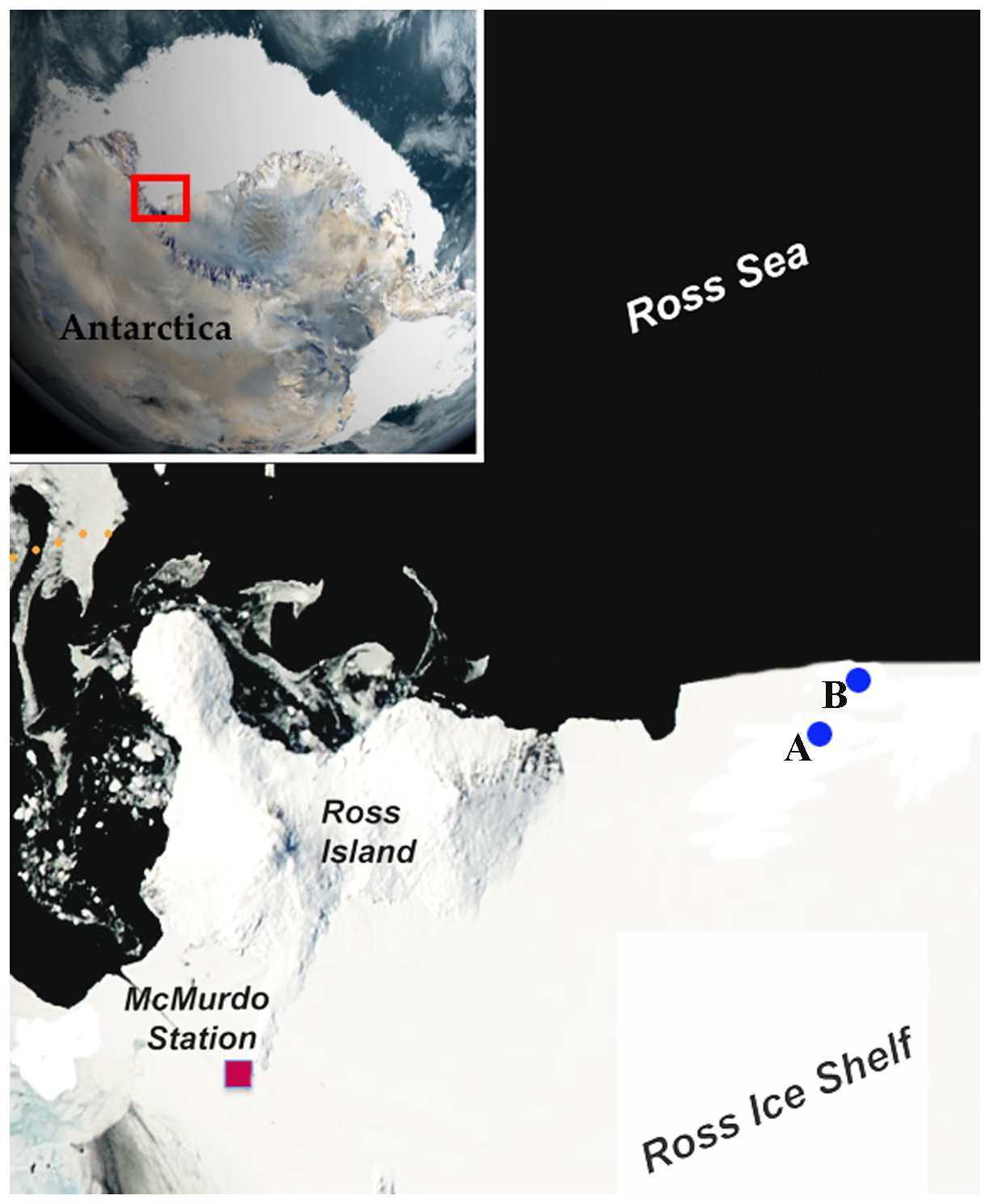
Förekomst av Edwardsiella andrillae. Blå prick A markerar det första område där arten hittades, och blå prick B markerar det andra området.

Edwardsiella andrillae är bara känd från Ross shelfis i Rosshavet vid Antarktis. Djuren lever på undersidan av shelfisen som kan vara 250-260 meter tjock. Under shelfisen finns ett vattenlager ner till havsbotten på cirka 40 meter.
Djuret upptäcktes genom en kamera som sänktes ner i hål som borrats genom shelfisen som en del av forskningsprojektet ANDRILL, när man inom projektet från 2010 till 2011 undersökte miljö under havsisen i Antarktis. Med hjälp av kameror kunde två område under isen som täcktes av polyper av E. andrillae filmas. Områdena låg cirka 6 kilometer ifrån varandra och det första området täckte en yta på 100 kvadratmeter. Mer än 20 polyper samlades in och togs upp. De insamlade exemplaren togs till McMurdo-stationen för undersökning och bevarandes i formalin för vidare forskning.
Edwardsiella andrillae beskrevs 2013 som en ny art tillhörande släktet Edwardsiella av Marymegan Daly, Frank Rack och Robert Zook.

## Levnadssätt
Edwardsiella andrillae är den första kända beskrivna havsanemonarten som lever i is. Den större delen av kroppen är förankrad i isen som i en liten kanal och polypen hänger upp och ned med bara tentaklerna utstickande i havsvattnet under isen. På grund av det begränsade insamlade materialet och svårigheten att observera arten, är dess levnadssätt och fysiologiska anpassningar till det i stort sett okända. Det är till exempel inte känt hur havsanemonen förankrar sig i isen. Havsanemoner som lever nedgrävda i mjuka bottnar gräver vanligen med hjälp av en sorts basal grävblåsa, physa, eller med hjälp av tentaklerna, men inget dessa två alternativ verkar möjligt i isen som E. andrillae fäster sig i. Man vet inte heller säkert hur den klarar av kylan. Könen antas vara skilda. Den antas livnära sig på plankton som finns i vattnet under isen.